# Tomasz Służałek
Tomasz Służałek (ur. 16 grudnia 1947 w Sosnowcu) – polski koszykarz występujący na pozycji obrońcy, wielokrotny medalista mistrzostw Polski jako trener męskiej koszykówki, działacz sportowy.

## Życiorys
Urodził się 16 grudnia 1947 r. w Sosnowcu. Jest absolwentem Wyższej Szkoły Wychowania Fizycznego w Katowicach. Jako zawodnik koszykówki występował w klubach MKS Sosnowiec, MKS Zabrze, Baildon Katowice (1966–1974), a następnie jako grający trener w drużynie Zagłębie Sosnowiec. Największe sukcesy osiągnął  jako trener. Trenował zespół Zagłębia, z którym w 1979 r. najpierw awansował do I ligi, a następnie zdobył dwukrotne mistrzostwo Polski w 1985 i 1986 r. oraz Puchar Polski (1983). W latach 1987–1990 prowadził węgierską drużynę Oroszlányi Bányász, z którą zdobył II i III miejsce oraz dwukrotnie dotarł do finału Pucharu Węgier. Po powrocie do kraju trenował drużynę ekstraklasy ligowej Victoria Sosnowiec, która w 1991 r. zdobyła III miejsce. W sezonie rozgrywkowym 1991/1992 wywalczył z zespołem Stal Bobrek Bytom III miejsce, a w sezonie 1993/1994 z drużyną Polonia Przemyśl awans do I ligi i w 1995 r. wicemistrzostwo Polski. W latach 1995–1996 prowadził jednocześnie zespół Zagłębie, z którym awansował do I ligi i Pogoń Ruda Śląska, a następnie Prokom Trefl Sopot, Polonia Przemyśl i Zagłębie. W 2002 r. prowadził kadrę młodzieżowa Polski. W 2005 r. z CKS Czeladź wywalczył awans do I ligi, a w 2006 półfinał play-off. Następnie został szkoleniowcem BigStar Tychy. W 2014 r. zaangażował się w reaktywację koszykarskiej drużyny  Basket Zagłębie Sosnowiec, w której do sezonu 2018/2019 pełnił funkcję trenera. 
Był jednym z asystentów trenera kadry narodowej (1978–1980). W 1995 r. został trenerem drużyny Południa podczas meczu gwiazd Polskiej Ligi Koszykówki.

## Osiągnięcia

### Zawodnicze
- Awans do najwyższej klasy rozgrywkowej z Baildonem Katowice (1969)

### Trenerskie
- Mistrz Polski z Zagłębiem Sosnowiec (1985, 1986)
- Wicemistrz Węgier z Oroszlányi Bányász (1989) i Polski z Polonią Przemyśl (1995)
- Brązowy medalista mistrzostw Polski z Zagłębiem Sosnowiec (1981, 1984, 1991) i Stalą Bobrek Bytom (1992) oraz Mistrzostw Węgier z Oroszlányi Bányász (1988)
- Zdobywca Pucharu Polski z Zagłębiem Sosnowiec (1983)
- Finalista Pucharu Polski z Zagłębiem Sosnowiec (1984)
- Finalista Pucharu Węgier z Oroszlányi Bányász (1988, 1989)
- Awans do najwyższej klasy rozgrywkowej z:
  - Zagłębiem Sosnowiec (1979, 1996)
  - Polonią Przemyśl (1994)